# Ткачук Григорій Іванович
Григорій Іванович Ткачук (12 квітня 1918, село Підвербці, тепер Тлумацького району Івано-Франківської області — 23 лютого 1989, місто Хмельницький) — український радянський діяч, новатор сільськогосподарського виробництва, голова колгоспу «Україна» села Лісоводи Городоцького району Хмельницької області. Двічі Герой Соціалістичної Праці (26.02.1958, 22.12.1977). Депутат Верховної Ради СРСР 5—11 скликань. Член ЦК КПУ в 1961—1989 р.

## Біографія
Народився у родині селянина-наймита. З 1932 року наймитував.
Після захоплення у вересні 1939 року території Західної України радянськими військами обраний головою Підвербецької сільської ради Станіславської (Івано-Франківської) області. У роки німецько-радянської війни брав участь в партизанському русі.
У 1944—1945 роках — голова колгоспу імені Суворова села Підлісний Олексинець Кам'янець-Подільської області.
У 1945—1950 роках — голова колгоспу «Нове життя» села Лісоводи Городоцького району Кам'янець-Подільської (Хмельницької) області.
Член ВКП(б) з 1948 року.
У 1950 році до очолюваного ним колгоспу приєднали колгосп імені 17-річчя Жовтня. У господарстві значно покращилися показники сільськогосподарського виробництва.
У 1950—1988 роках — голова укрупненого колгоспу «Україна» села Лісоводи Городоцького району Кам'янець-Подільської (Хмельницької) області. У 1958 році до колгоспу «Україна» села Лісоводів приєдналося колективне господарство села Кремінна з 300 гектарами землі.
Освіта вища. Закінчив заочно Кам'янець-Подільський сільськогосподарський інститут.
Указом Президії Верховної Ради СРСР від 26 лютого 1958 року за особливі заслуги в розвитку сільського господарства, досягнення високих показників по виробництву зерна, цукрового буряка, молока, м'яса і інших сільськогосподарських продуктів та впровадження у виробництво досягнень науки і передового досвіду Ткачуку Григорію Івановичу присвоєно звання Героя Соціалістичної Праці з врученням ордена Леніна і золотої медалі «Серп і Молот».
Завдяки високій культурі землеробства, впровадженню науково обґрунтованої системи добрива полів, поліпшенню насінництва, колгосп щорічно в середньому збирав 60-65 центнерів зернових, 550-650 центнерів цукрового буряка, виробляв понад 1000 центнерів молока і 300 центнерів м'яса на сто гектарів сільгоспугідь. Одночасно був створений соціально-культурний комплекс колгоспу, у складі якого працювали два будинки культури, п'ять бібліотек, палац піонерів, дитяча музична школа, спортивно-технічний клуб, стадіон. Колгосп постійно представляв свої досягнення на ВДНГ СССР і ВДНГ УРСР, брав участь у виставках в Нью-Йорку, Делі, в Угорщині, Німеччині.
Указом Президії Верховної Ради СРСР від 22 грудня 1977 року за видатні заслуги в розвитку сільського господарства Ткачук Григорій Іванович нагороджений орденом Леніна і другою золотою медаллю «Серп і Молот».
У середині 1980-х років очолюване Ткачуком господарство мало більше 4500 гектарів ріллі, 130 тракторів, 215 автомашин різного призначення і до 50 комбайнів, три молочнотоварні ферми (до 5000 голів великої рогатої худоби, 7000 свиней). Колгосп щорічно отримував більше 4,5 мільйонів рублів чистого прибутку.
Обирався депутатом Верховної Ради СРСР 5-11 скликань (у 1958—1989 роках), був делегатом XX, XXII-XXVII з'їздів КПРС, XX-XXVII з'їздів КПУ.
В останні роки життя — персональний пенсіонер союзного значення. Проживав у місті Хмельницькому, де й похований.
У селі Лісоводи навпроти сільського Будинку творчості встановлений бюст Ткачука. У квітні 2008 року в селі Підвербці Григорію Ткачуку відкрита меморіальна дошка.
Син, Василь Григорович, працював заступником голови Державної податкової адміністрації України. Дочка, Марія Григорівна, — заслужений лікар України, кандидат медичних наук. Правнук, Олександр Черниш - Верховний Отаман Козацької гвардії України, відновлює рух козацтва та займається підприємницькою діяльністю.

## Нагороди та звання
- двічі Герой Соціалістичної Праці (26.02.1958; 22.12.1977)
- шість орденів Леніна (26.02.1958; 31.12.1965; 8.04.1971; 6.09.1973; 22.12.1977; 7.07.1986)
- орден Трудового Червоного Прапора (27.07.1954)
- медалі
- велика золота медаль Всесоюзної сільськогосподарської виставки (1958)
- Почесна грамота Президії Верховної Ради Української РСР (11.04.1968)
- заслужений працівник сільського господарства Української РСР (1978)